# Берглезово (Псковская область)
Берглезово — деревня в Великолукском районе Псковской области России. Входит в состав сельского поселения «Букровская волость».
Расположена на северо-востоке района, в 58 км к северо-востоку от центра города Великие Луки и в 16 км к северу от волостного центра Букрово-2.

## Население
Численность населения по оценке на 2000 год составляла 19 человек, на 2010 год — 11 человек, на 2021 год - 1 человек.